# (1865) Cerberus
(1865) Cerberus – planetoida z grupy Apollo. 

## Odkrycie
Planetoida ta została odkryta 26 października 1971 roku przez czeskiego astronoma Luboša Kohoutka. 
Nazwa planetoidy pochodzi od mitologicznego Cerbera.

## Orbita
(1865) Cerberus okrąża Słońce w ciągu 1,12 lat w średniej odległości 1,08 j.a. Jego orbita nachylona jest pod kątem 16,09° względem ekliptyki, a jej mimośród wynosi 0,46. 

## Właściwości fizyczne
Jest to obiekt o małych rozmiarach (ok. 1 km) oraz najprawdopodobniej posiadający nieregularny kształt. Wokół własnej osi obraca się w czasie 6,8 godziny. Albedo tej planetoidy to 0,22 – zalicza się ona do asteroid typu S, jej jasność absolutna wynosi 16,8m.